# Osgifu z Nortumbrii
Osgifu z Nortumbrii, Osgeofu, Osgearn (żyła w VIII wieku) – księżniczka i późniejsza królowa anglosaskiego królestwa Nortumbrii.
Osgifu była córką króla Nortumbrii Oswulfa (imię jej matki nie jest znane). Jej pochodzenie nie zostało bezpośrednio udokumentowane, jednak historycy wywnioskowali je z zapisu w Kronice anglosaskiej pod datą 789, który stwierdza, że tron objął syn Alhreda, Osred, dlatego że był siostrzeńcem Elfwalda.
W 768 roku Osgifu poślubiła przyszłego króla Nortumbrii, Alhreda. Urodziła mu dwoje dzieci: Osreda, który również został królem i Alkmunda, który zginął z rąk Eardwulfa i został uznany za męczennika i świętego.
Jej imię widnieje również w liście Alhreda do biskupa Moguncji Lulla. Para królewska poleca się w nim modlitwie biskupa, wymienia zaufanych krewnych i przyjaciół, którzy mogą przekazywać korespondencję oraz prosi o pomoc w pokojowej misji dyplomatycznej do Karola Wielkiego, króla Franków.